# Menzersattel
Die Menzersattel ist ein Bergsattel an der Pennell-Küste des ostantarktischen Viktorialands. In den Anare Mountains liegt er westlich der Cooper Bluffs auf der Buell-Halbinsel.
Wissenschaftler der deutschen Expedition GANOVEX I (1979–1980) nahmen seine Benennung vor. Namensgeber ist Detlef Menzer, ein Besatzungsmitglied des Schiffs MS Schepelsturm bei dieser Forschungsreise.